# Малое Ворсино
Малое Ворсино — деревня в Череповецком районе Вологодской области.
Входит в состав Югского сельского поселения (с 1 января 2006 года по 8 апреля 2009 года входила в Мусорское сельское поселение), с точки зрения административно-территориального деления — в Телепшинский сельсовет.
Расстояние до районного центра Череповца по автодороге — 97 км, до центра муниципального образования Нового Домозерова по прямой — 54 км. Ближайшие населённые пункты — Зиновка, Золотилово, Большое Ворсино.
По данным переписи в 2002 году постоянного населения не было.